# Храми Полтави
Хра́ми Полтави — перелік храмів та релігійних установ міста Полтава. Найбільшою групою з них є православні конфесії: Православна церква України, Українська православна церква (Московський патріархат). Католицизм представлено Римо-католицькою церквою. 
Другою за обсягом організацій релігійною течією в Полтаві є протестантизм. Найбільш розповсюдженими напрямками є баптизм (Всеукраїнський союз церков євангельських християн-баптистів, п'ятдесятництво (Українська Церква Християн Віри Євангельської, Об'єднана міжнародна церква п'ятидесятників), адвентизм (Українська уніонна конференція церкви адвентистів сьомого дня, Церква адвентистів сьомого дня реформаційного руху в Україні). 
Також в Полтаві діє мусульманська громада.

## Християнство[1]

#### Православна церква України
- Єпархіальне управління (вул. Раїси Кириченко, 62а)
- Свято-Успенський кафедральний собор (Соборний майдан, 1)
- Свято-Миколаївська церква (пров. Першотравневий, 3)
- Церква Святого мученика Пантелеймона (бульвар Української Авіації, 2/67)
- Церква ікони Божої Матері "Нечаяна радість" (вул. Шевченка, 124)
- Церква Святої Блаженної Ксенії Петербурзької (вул. Пушкарівська, 22)
- Свято-Покровська церква (вул. Джохара Дудаєва, 1)
- Свято-Вознесенська церква (вул. Євгена Коновальця)
- Каплиця Святого великомученика Юрія Переможця (вул. Зіньківська, 16)
- Храм Святого великомученика Юрія Переможця (вул. Вільямса, 1)
- Каплиця Святого Архистратига Михаїла (на розі вулиць Юліана Матвійчука та Дмитра Коряка)

#### Українська православна церква (Московський патріархат)
- Серафимівський храм (вул. Героїв України, 1б)
- Храм Всіх Святих землі Полтавської при єпархіальному управлінні УПЦ МП (вул. Героїв України, 1б)
- Храм Різдва Пресвятої Богородиці (вул. Володимира Івасюка, 7)
- Всіхсвятський храм (вул. Європейська, 154)
- Пантелеймонівський храм (вул. Європейська, 64)
- Вознесенська церква[2] (вул. Зоряна, 2)
- Свято-Макаріївський кафедральний собор (вул. Лялі Убийвовк, 2а)
- Храм мученика Іоанна Воїна (вул. Решетилівська, 64б)
- Петро-Павлівський храм (вул. Низова, 38)
- Хрестовоздвиженський жіночий монастир (вул. Паїсія Величковського, 2г)
- Свято-Троїцький храм (вул. Паїсія Величковського, 2г)
- Свято-Андріївська церква (вул. Сінна, 3а)
- Спаська церква (вул. Соборності, 10)
- Храм Святителя Тихона Задонського (вул. Старокотелевська, 2б)
- Сампсоніївська церква (вул. Шведська Могила, 32)
- Храм Різдва Пресвятої Богородиці (просп. Миру, 32/22)
- Храм Святих мучениць Віри, Надії, Любові і матері їхньої Софії (проспект Віталія Грицаєнка, 23)

#### Католицька церква
- Костел Воздвиження Хреста Господнього (вул. Кобищанська, 16)
- Парафія Пресвятої Трійці УГКЦ (вул. Липнева, 32)

#### Вірменська апостольська церква
- Планується будівництво Вірменської церкви на Садах-2.[3]

#### Протестантизм
- Молитовний дім Євангельських християн-баптистів «Надія» (вул. Зоряна, 19)
- Церква євангельських християн-баптистів "Віфлеєм" (вул. Леоніда Гусака, 19)
- Церква євангельських християн-баптистів «Спасіння» (просп. Миру, 24)
- Церква євангельських християн-баптистів (пров. Комунальний, 7а)
- Церква євангельських християн-баптистів (пров. Депутатський, 5)
- Церква євангельських християн "Голгофа" (вул. Володимира Івасюка, 14/11)
- Церква християн віри євангельської "Тільки Писання" (просп. Миколи Вавилова, 13/42)
- Церква християн віри євангельської "Голос Істини" (вул. Енеїди, 47)
- Церква п'ятидесятників «Нове життя» (бульвар Богдана Хмельницького, 19)
- Церква "Відродження" (просп. Миру, 26/13)
- Церква Християн Адвентистів Сьомого Дня (вул. Великотирнівська, 42)
- Церква Християн Адвентистів Сьомого Дня (вул. Михайла Фісуна, 11)
- Церква Християн Адвентистів Сьомого Дня (Київське шосе, 82)
- Християнська Церква "Дім Молитви" (вул. Героїв АТО, 63)
- Християнська Церква "Благодать Христа" (вул. Чумацький шлях, 66а)
- Християнська Церква "Хліб Життя" (вул. Квітки Цісик, 16)
- Християнська Церква "Світло Життя" (вул. Решетилівська, 63)
- Полтавська християнська церква (харизмати, ведеться будівництво) (вул. Героїв-пожежників, 1а)
- Християнська Євангельська Церква, місіонерський центр "Благовіст" (вул. Решетилівська, 37)

#### Свідки Єгови
- Зал Царства Свідків Єгови (вул. Павла Чубинського, 32)
- Зал Царства Свідків Єгови (вул. Астрономічна, 2)

## Іслам
- Міська мечеть (вул. Сінна, 20а)

## Колишні храми, що були зруйновані
- Воскресенська церква[4]
- Троїцька церква
- Стрітенська церква
- Петропавлівська кірха
- Хрестоздвиженський костел
- Велика хоральна синагога

## Галерея

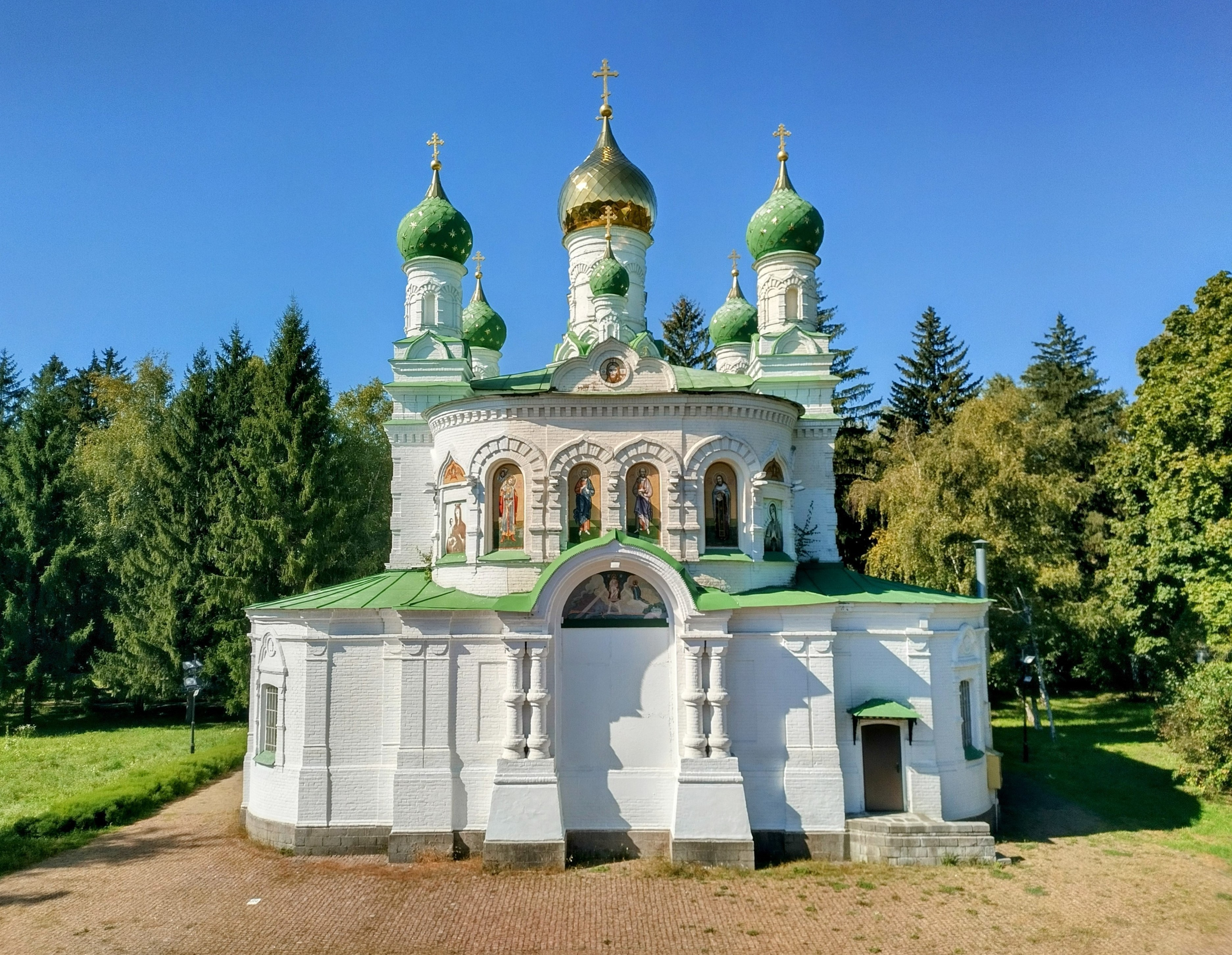
Сампсоніївська церква
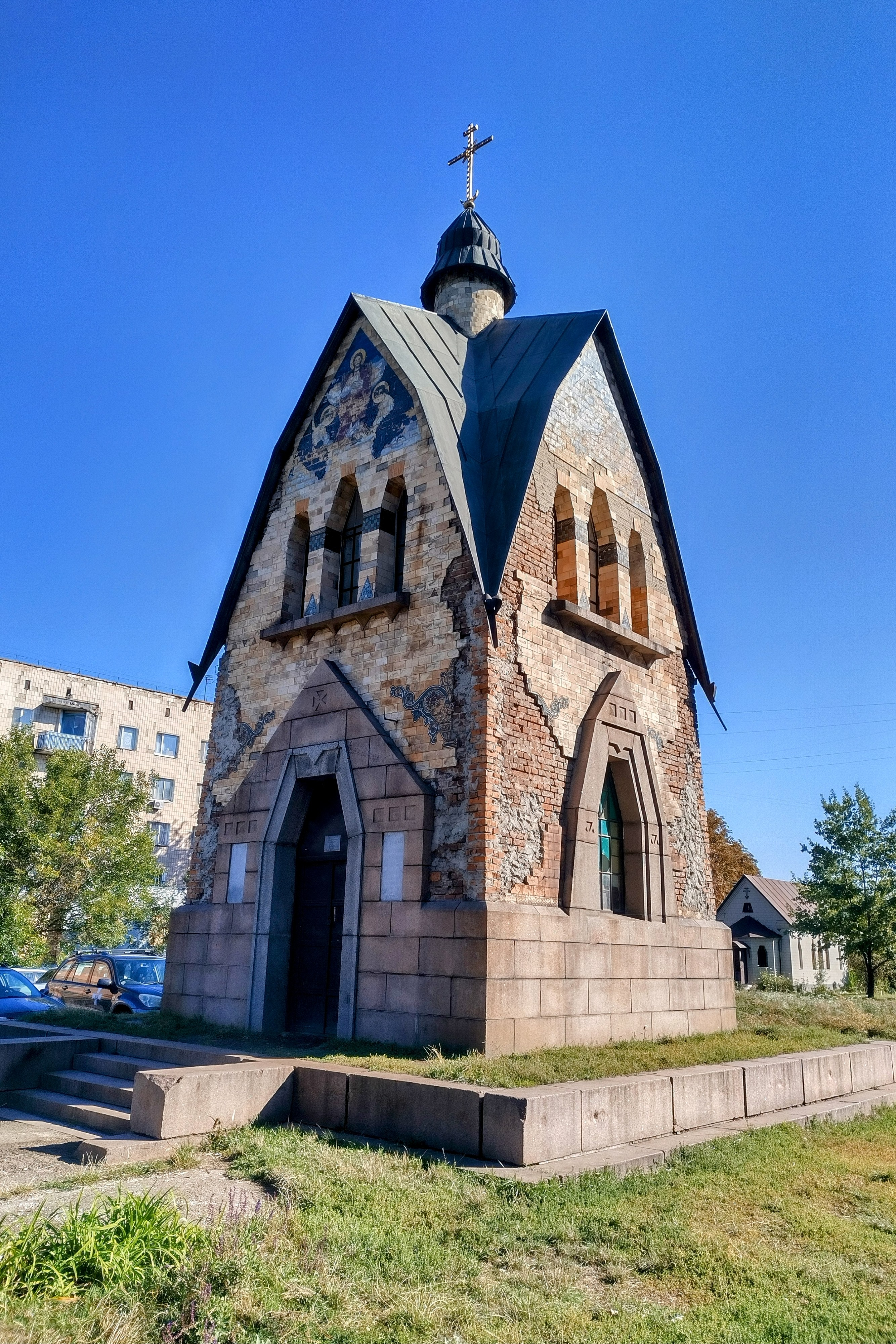
Каплиця Святого великомученика Юрія Переможця
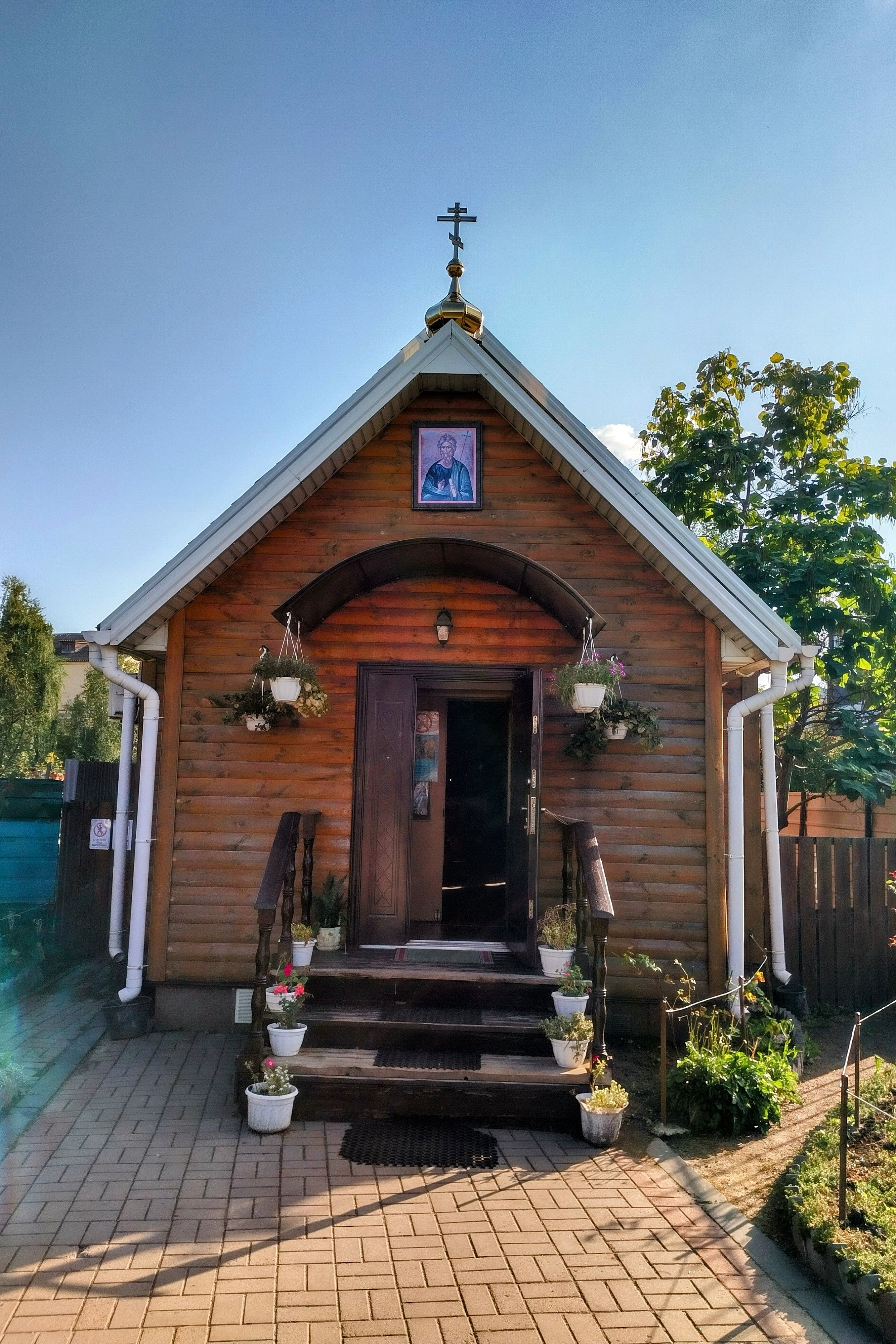
Свято-Андріївська церква
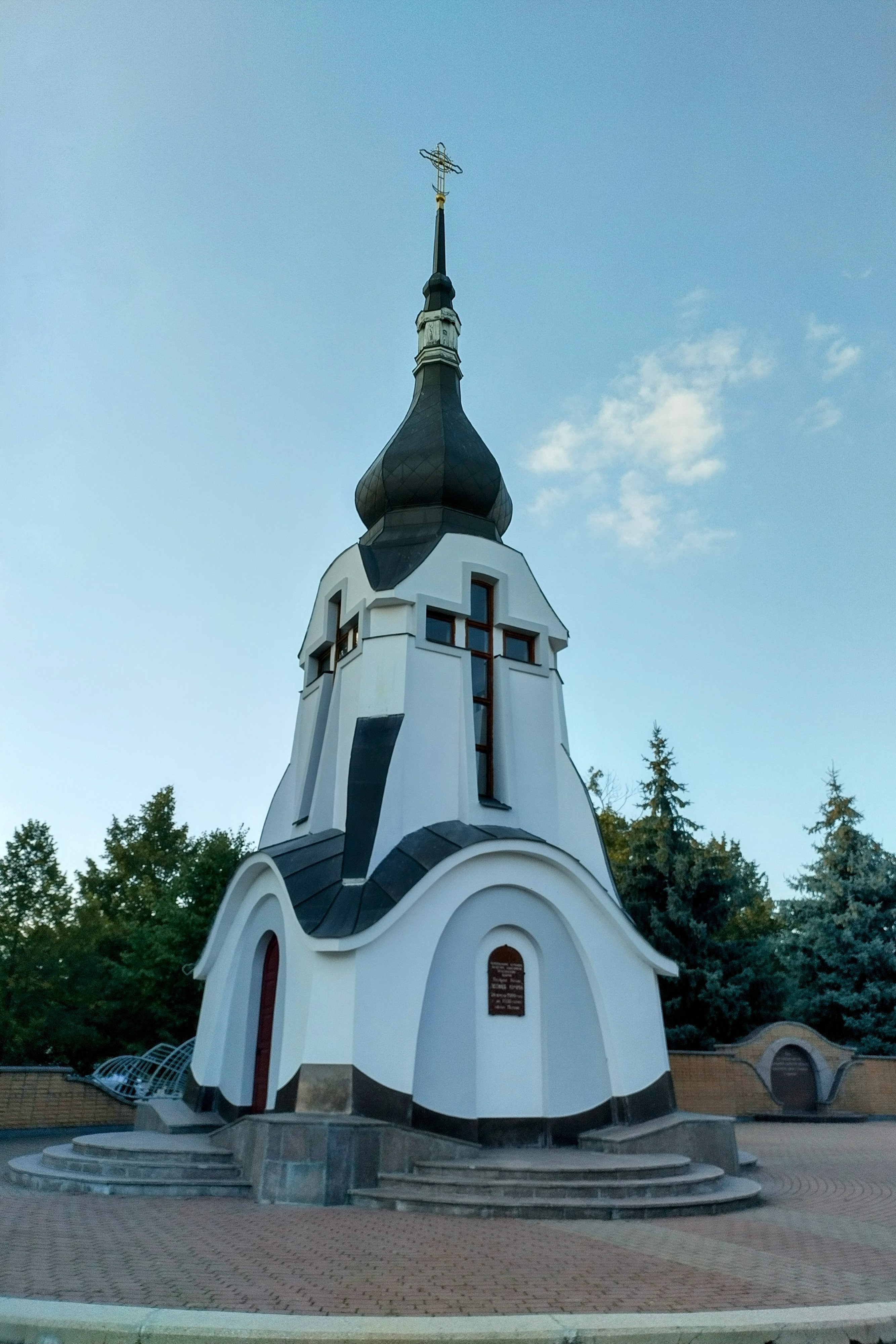
Каплиця Святого Архистратига Михаїла
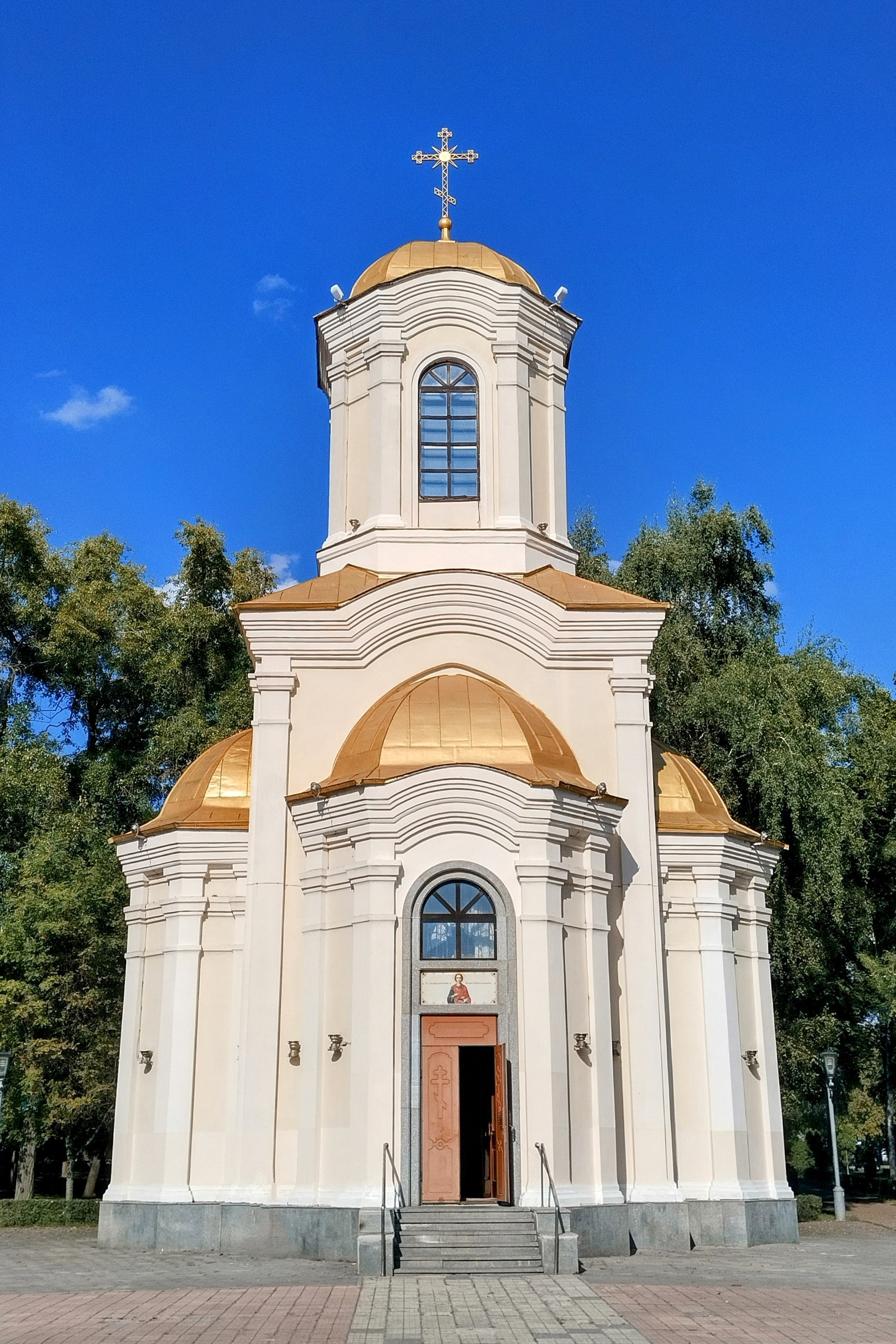
Церква Пантелеймона Цілителя
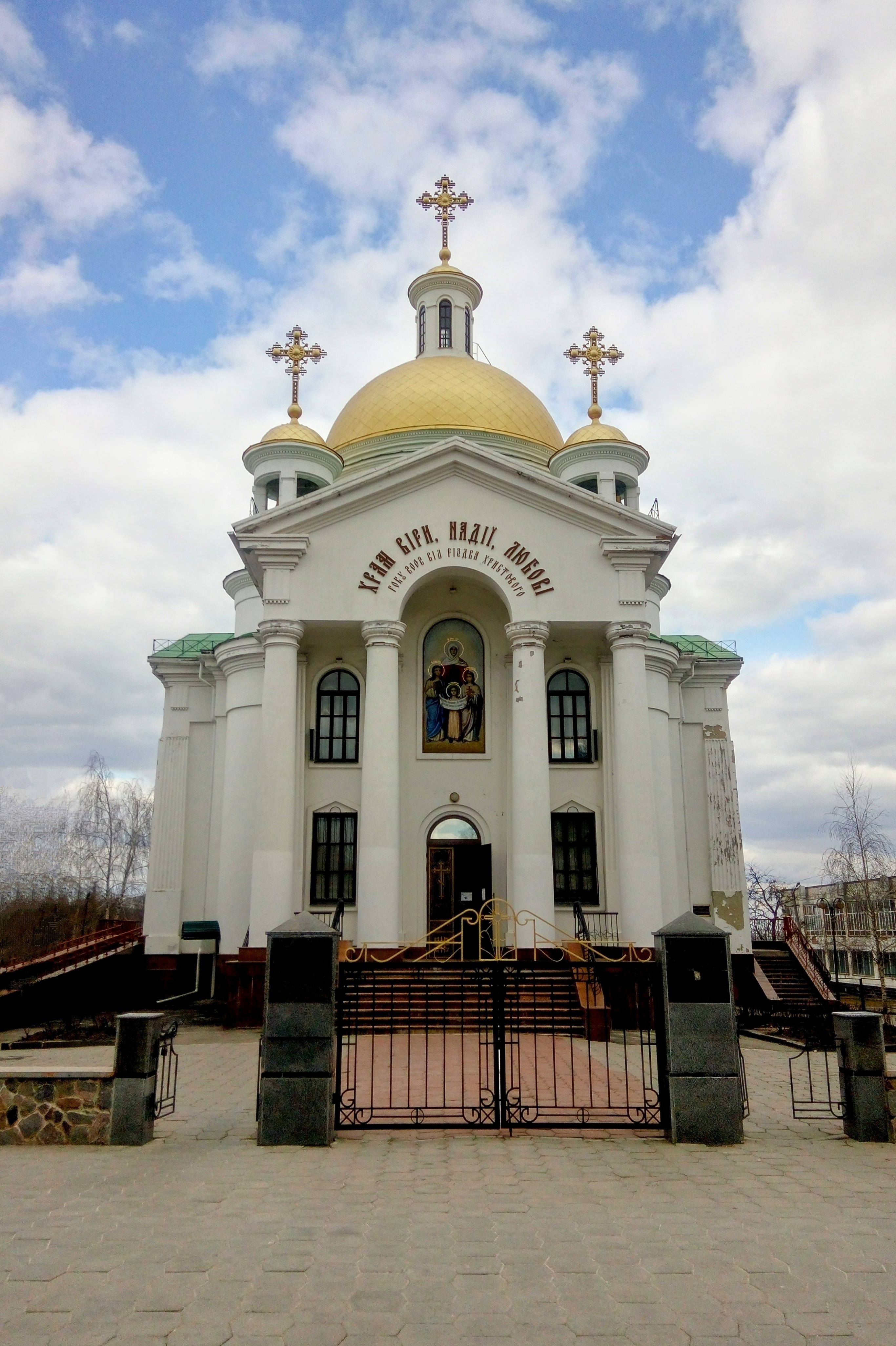
Храм Святих мучениць Віри, Надії, Любові і матері їхньої Софії
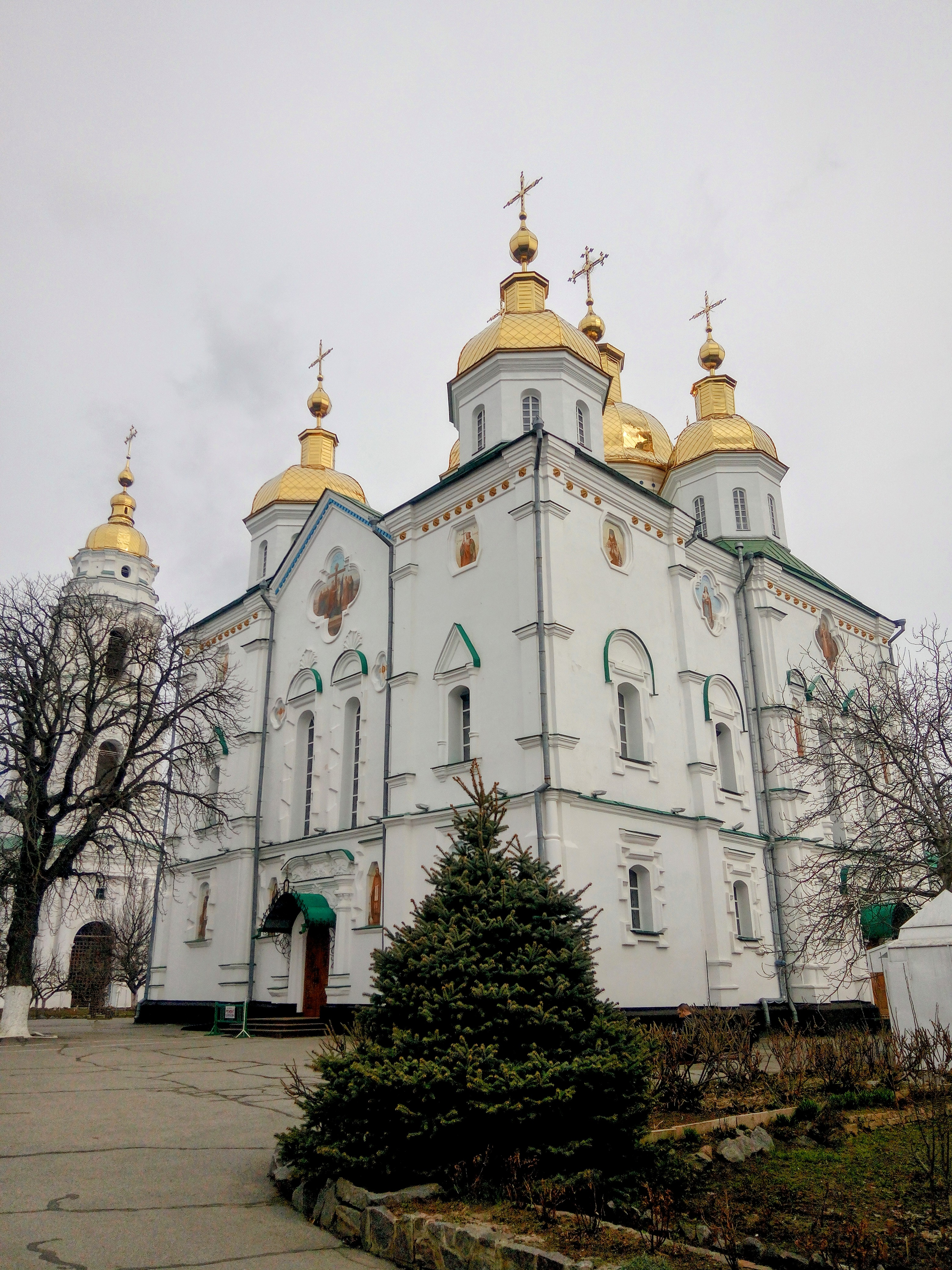
Хрестовоздвиженський монастир (Воздвиженський собор)
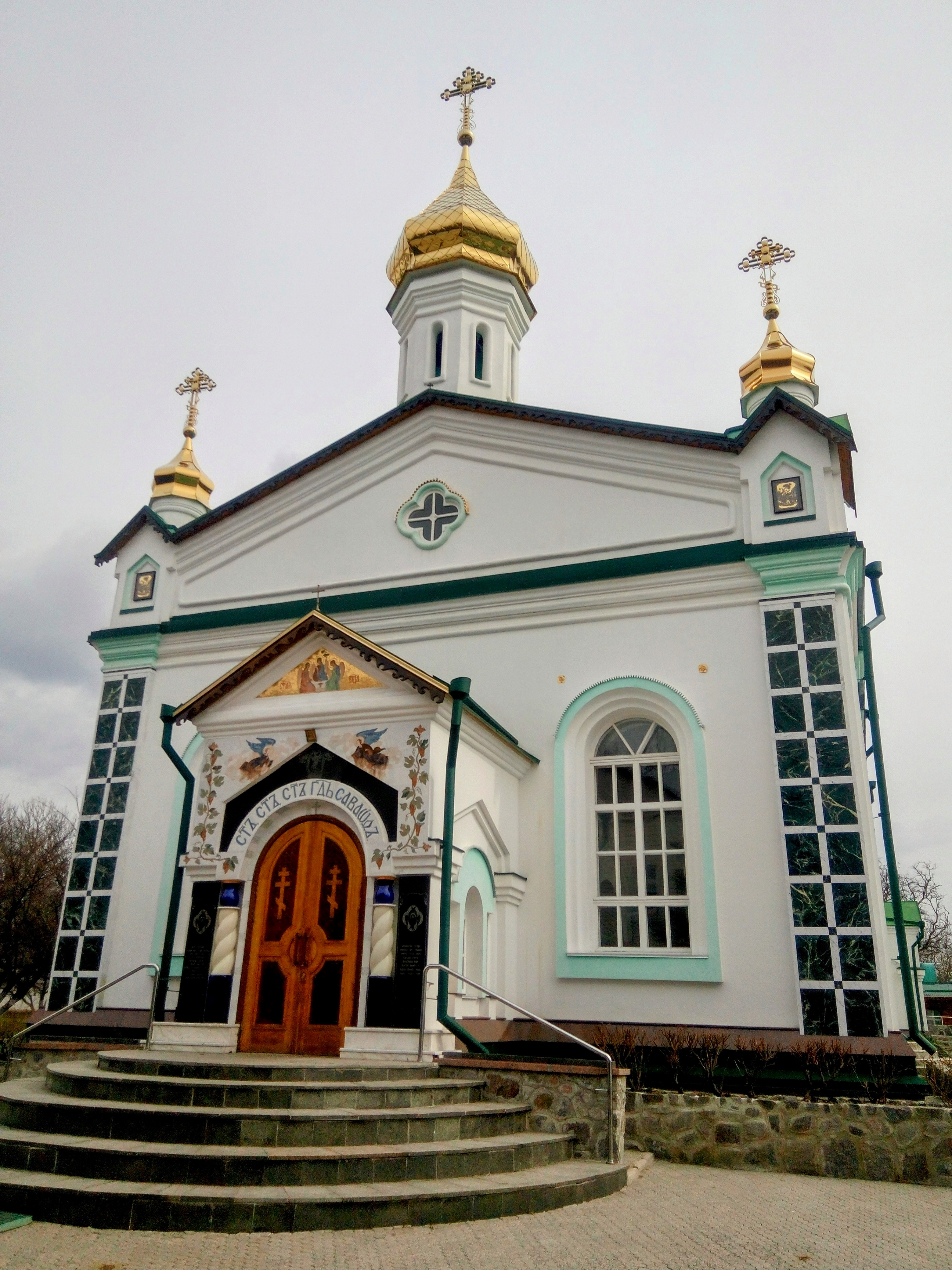
Хрестовоздвиженський монастир (Троїцька церква)
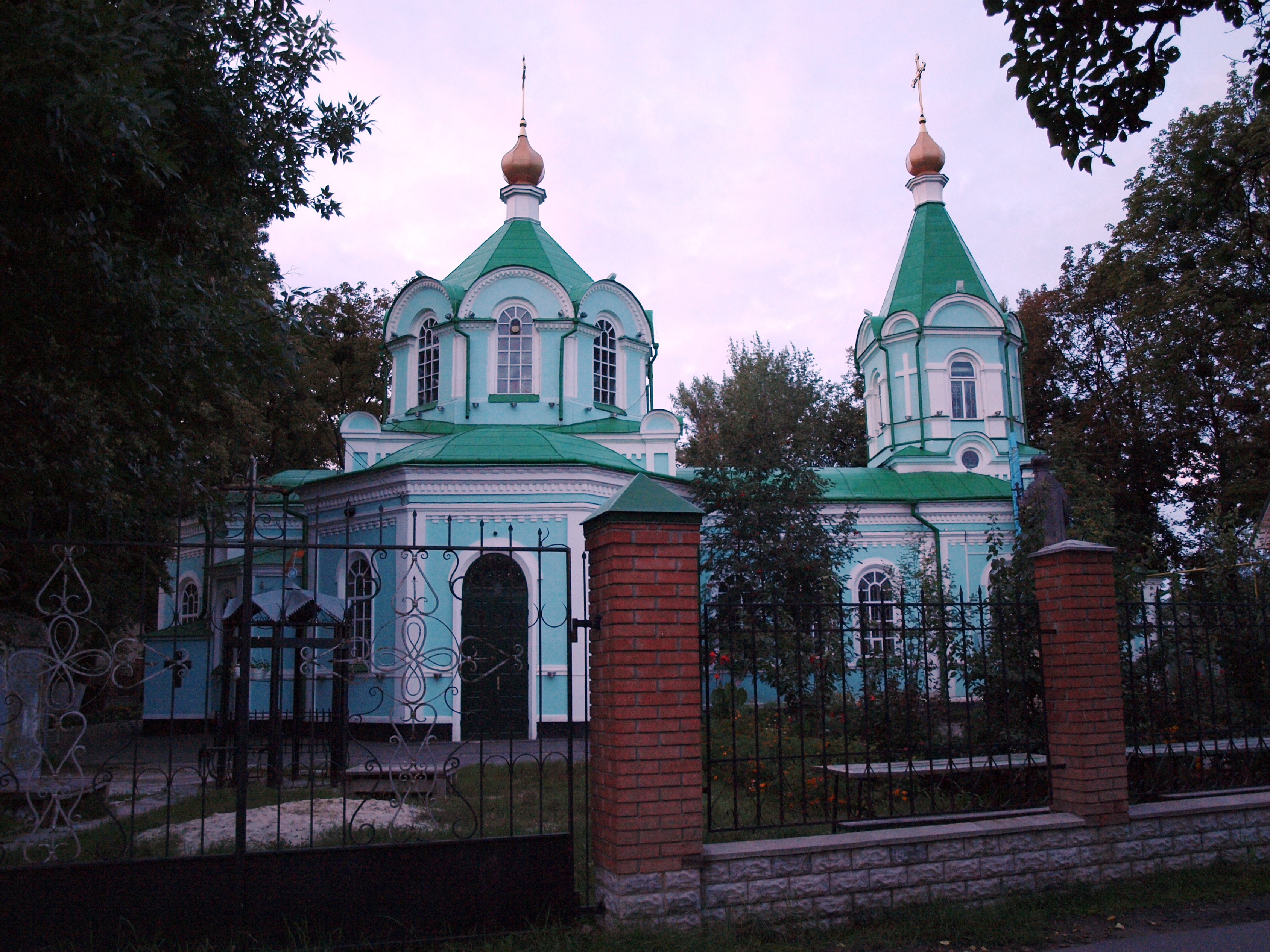
Макаріївська церква
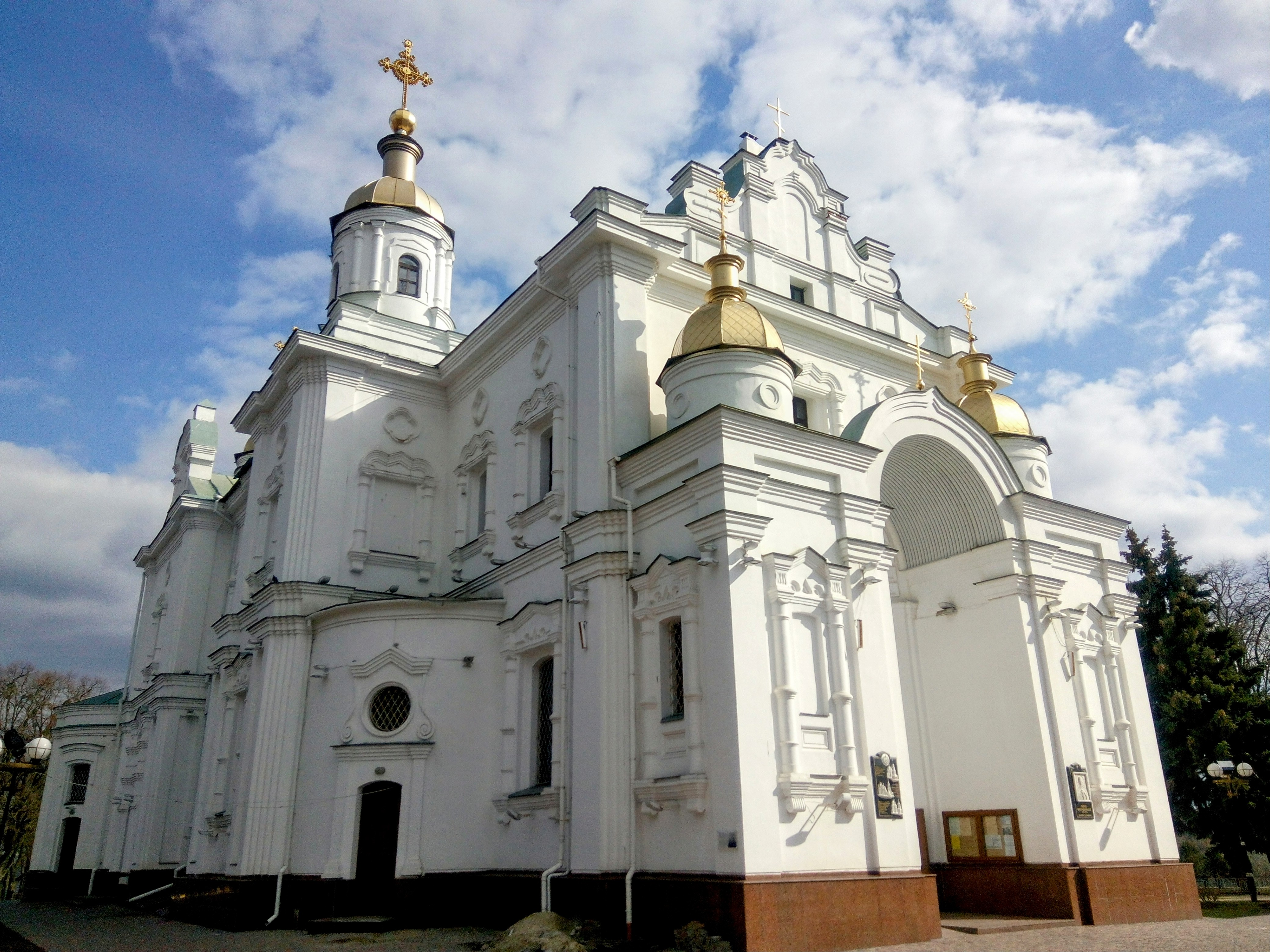
Свято-Успенський кафедральний собор
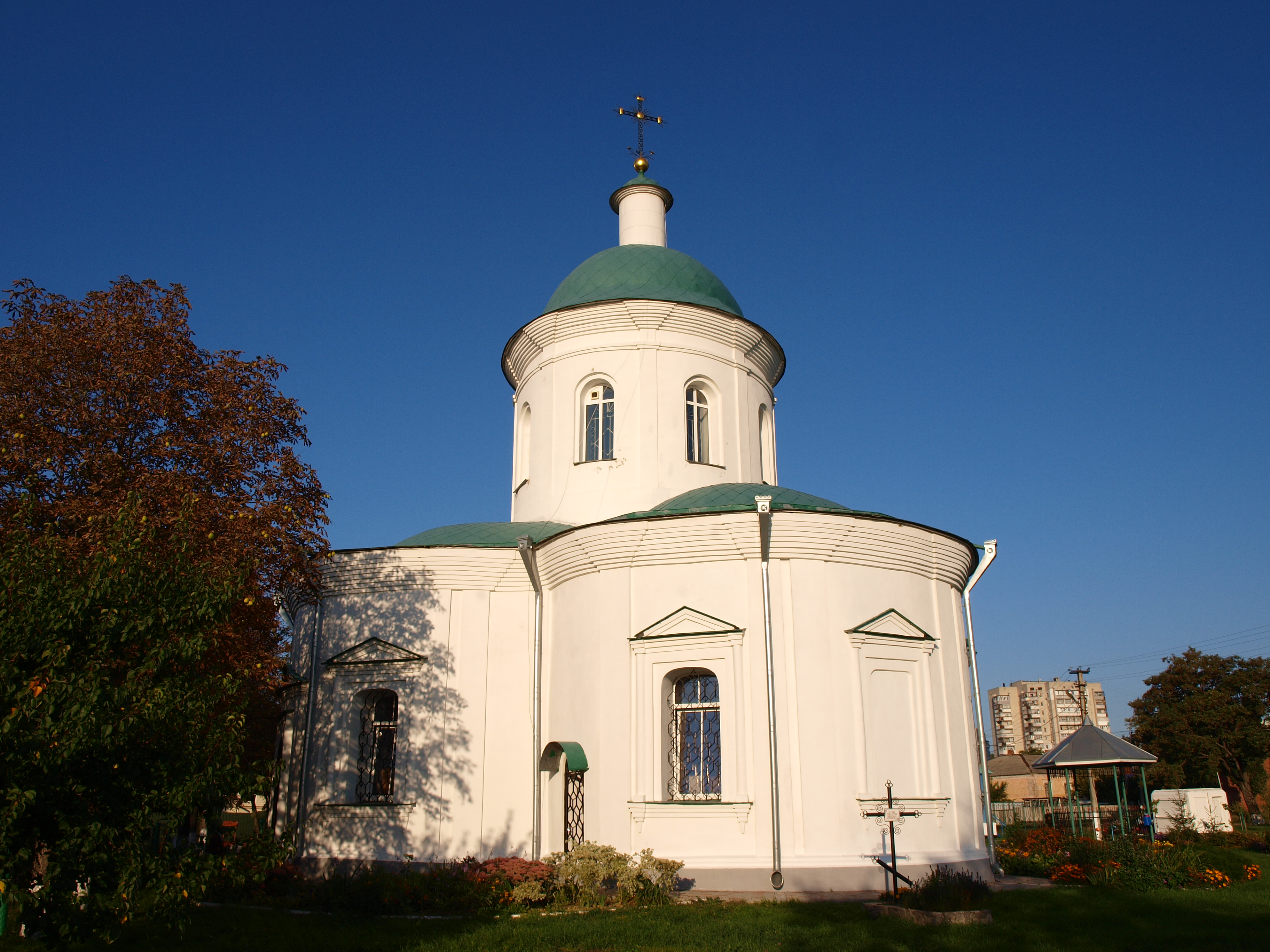
Вознесенська церква Пушкарівського монастиря
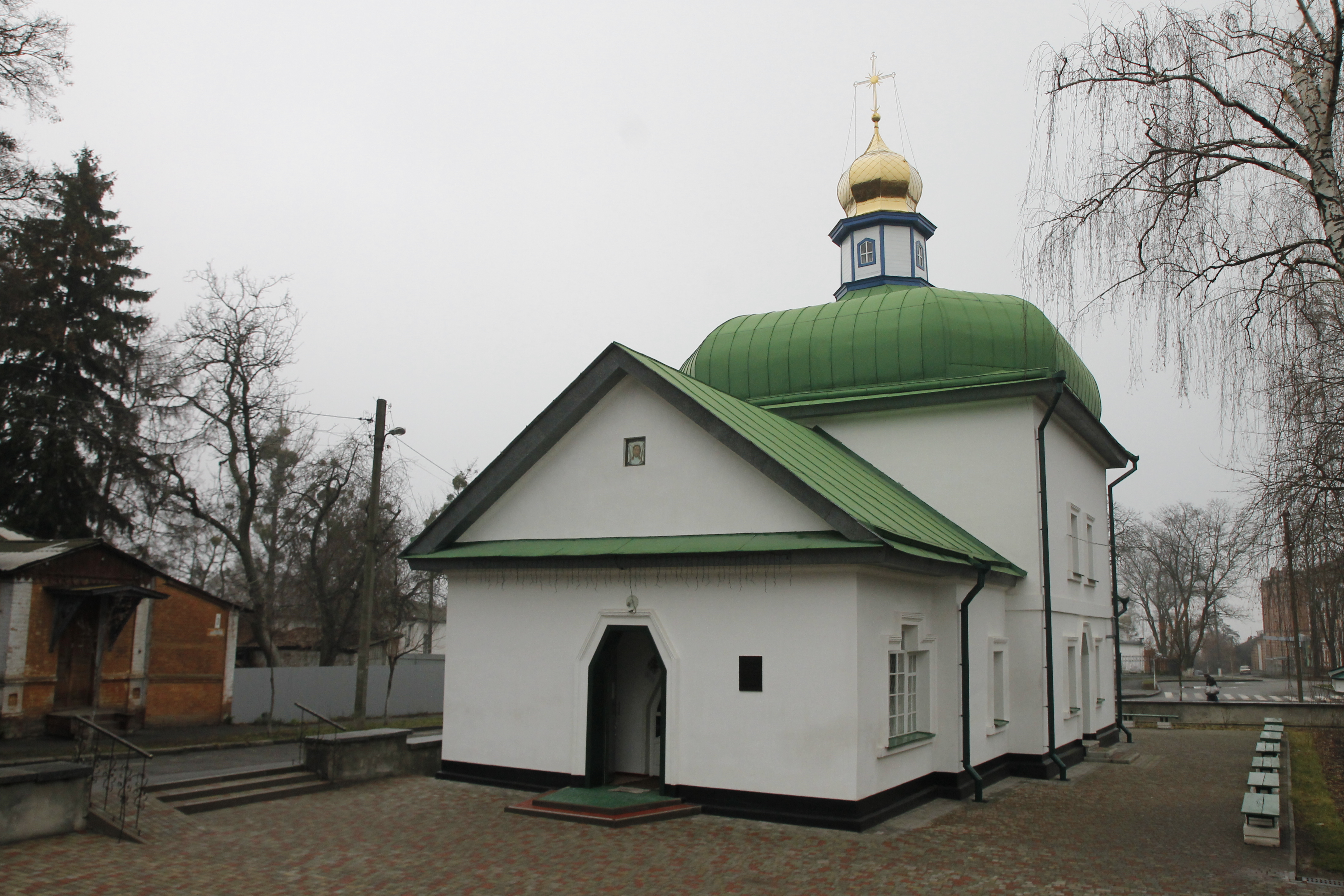
Спаська церква
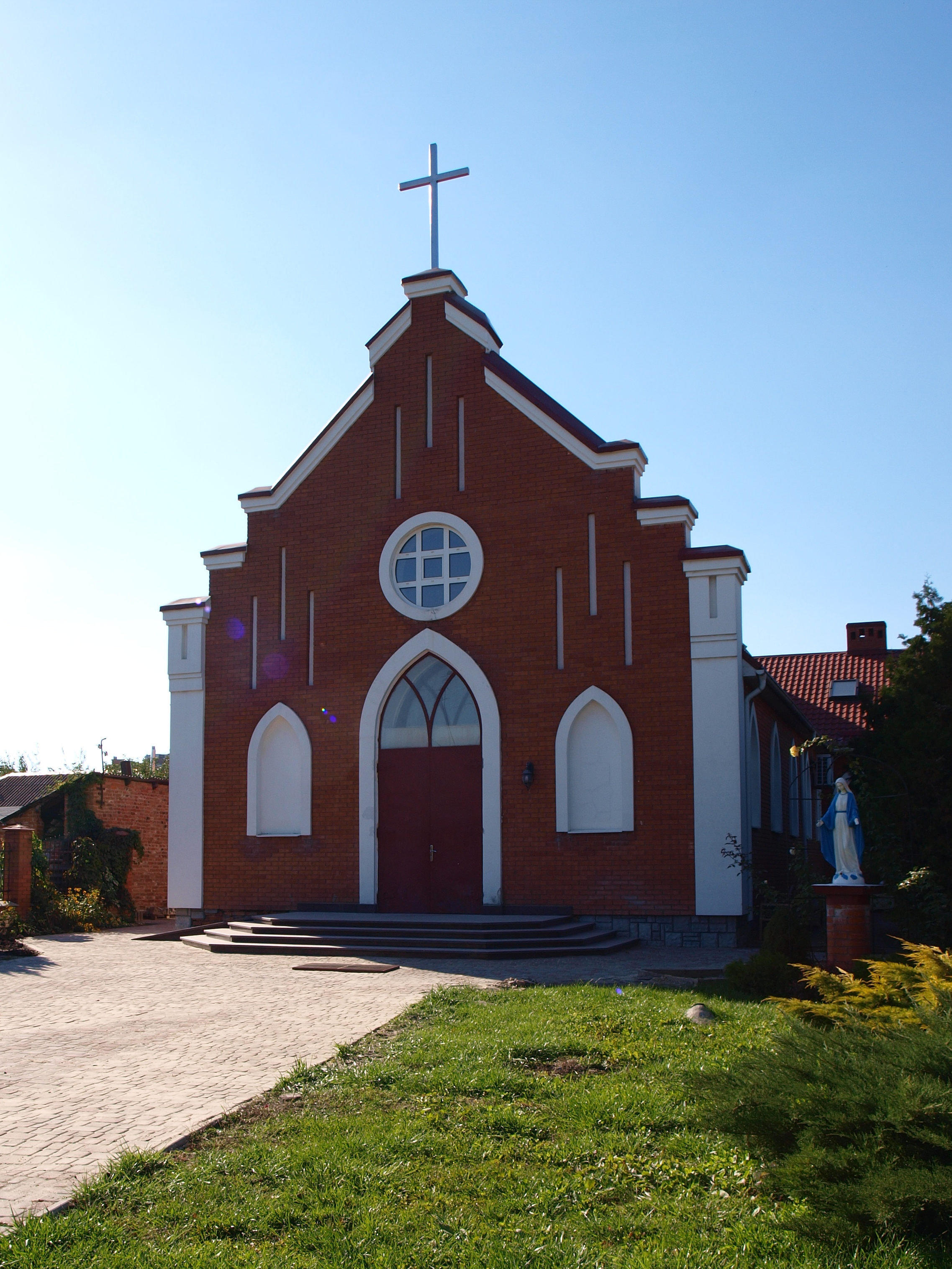
Костел Воздвиження Хреста Господнього
Полтавська міська мечеть
Свято-Покровська церква